# Colors (YouTube-Kanal)
Colors ist ein deutscher YouTube-Kanal, der von der COLORSxSTUDIOS GmbH (vormals Colors Media UG) betrieben wird.

## Geschichte
Colors wurde 2016 von Philipp Starcke und Felix Glasmeyer in Berlin gegründet. Starcke hatte zuvor in Hamburg in der Werbebranche gearbeitet und ist für die Idee hinter dem Kanal verantwortlich, Musik mit einfach gehaltenen Videos zu verbinden. Er trug die Idee seinem Freund Felix Glasmeyer vor, der zu dieser Zeit als Modefotograf in New York City arbeitete. Glasmeyer entschloss sich, nach Berlin zu ziehen, um bei der visuellen Umsetzung des Konzepts zu helfen. Daraufhin mietete Starcke von seinem eigenen Geld ein kleines Studio in der Berliner Innenstadt. Zu diesem Zeitpunkt hatte keiner der beiden professionelle Erfahrungen im Musikbereich gesammelt. Die ersten Musiker, die bei Colors zu Gast waren, stammten aus dem erweiterten Bekanntenkreis der Gründer, der Wechsel der Hintergrundfarbe wurde anfangs händisch mit Wandfarbe umgesetzt.
Einer der ersten, die von einem Auftritt bei Colors profitieren konnten, war der US-amerikanische Rapper Goldlink, der dort seinen Titel Rough Soul vortrug. Sein Auftritt konnte auf YouTube 14-mal mehr Aufrufe erzielen als die Studioversion des vorgetragenen Songs und half ihm erste Konzerte auszuverkaufen. Auch die US-amerikanische Singer-Songwriterin Billie Eilish trat 2017 zu Beginn ihrer Karriere mit ihrem Lied Watch bei Colors auf, sie war zu diesem Zeitpunkt 15 Jahre alt und konnte auf YouTube nur 35.000 Abonnenten verzeichnen. Mittlerweile kommerziell erfolgreicher absolvierte sie ein Jahr später mit ihrem Song Idontwannabeyouanymore einen zweiten Auftritt bei Colors, der mit über 100 Millionen Aufrufen schnell zum meistgesehenen Video auf dem Kanal wurde.
2019 bestand das Team hinter Colors aus 14 Personen und die Videos wurden im Funkhaus Nalepastraße produziert. Zu seinen Gästen kann der Kanal mittlerweile Musiker wie Daniel Caesar, Common, Doja Cat und Gunna zählen, oft werden Lieder zum ersten Mal bei Colors präsentiert. Gleichzeitig liegt der Fokus weiterhin auf Newcomern. Colors war auch aktivistisch aktiv, etwa mit einer Serie zum Sudan, und veranstaltete kleinere Konzerte.

## Meistgesehene Auftritte
| #  | Veröffentlichung   | Interpret(en)   | Lied                   | Aufrufe (Juni 2023) |
| -- | ------------------ | --------------- | ---------------------- | ------------------- |
| 1  | 3. April 2018      | Billie Eilish   | Idontwannabeyouanymore | 180 Millionen       |
| 2  | 16. April 2018     | Jorja Smith     | Blue Lights            | 93 Millionen        |
| 3  | 28. September 2017 | Kidd Keo        | Foreign                | 82 Millionen        |
| 4  | 10. Juni 2022      | Oxlade          | Ku Lo Sa               | 70 Millionen        |
| 5  | 18. September 2017 | Mahalia         | Sober                  | 66 Millionen        |
| 6  | 1. Juni 2017       | Dennis Lloyd    | Leftovers              | 60 Millionen        |
| 7  | 10. April 2017     | Masego          | Navajo                 | 60 Millionen        |
| 8  | 7. November 2018   | Angèle          | Ta Reine               | 58 Millionen        |
| 9  | 17. Juni 2022      | Quavo & Takeoff | Hotel Lobby            | 54 Millionen        |
| 10 | 25. März 2019      | Doja Cat        | Juicy                  | 38 Millionen        |